# دانييل أودييل لوبيز مارتينيز
داننيل أودييل لوبيز مارتينيز (بالإسبانية: Daniel Audiel López Martínez)‏ (ولد في 1976) هو سفاح مكسيكي بدأ جرائمه منذ عام 1998 إلى 2008 في تشيهواهوا وتشياباس.
ارتكب معظم الجرائم في مدينة خواريز، حيث قتل أربعة نساء كن عشيقاته بدافع الغيرة، وفتاة في السادسة.
ارتكب جريمته الأولى عام 1998 في تشياباس عندما قتل رجلًا. قضى ثمانية سنوات في السجن بسبب تلك الجريمة. بعد ذلك انتقل إلى مدينة خواريز حيث عمل مروج مخدرات.